# Bernhard Michael Mandl

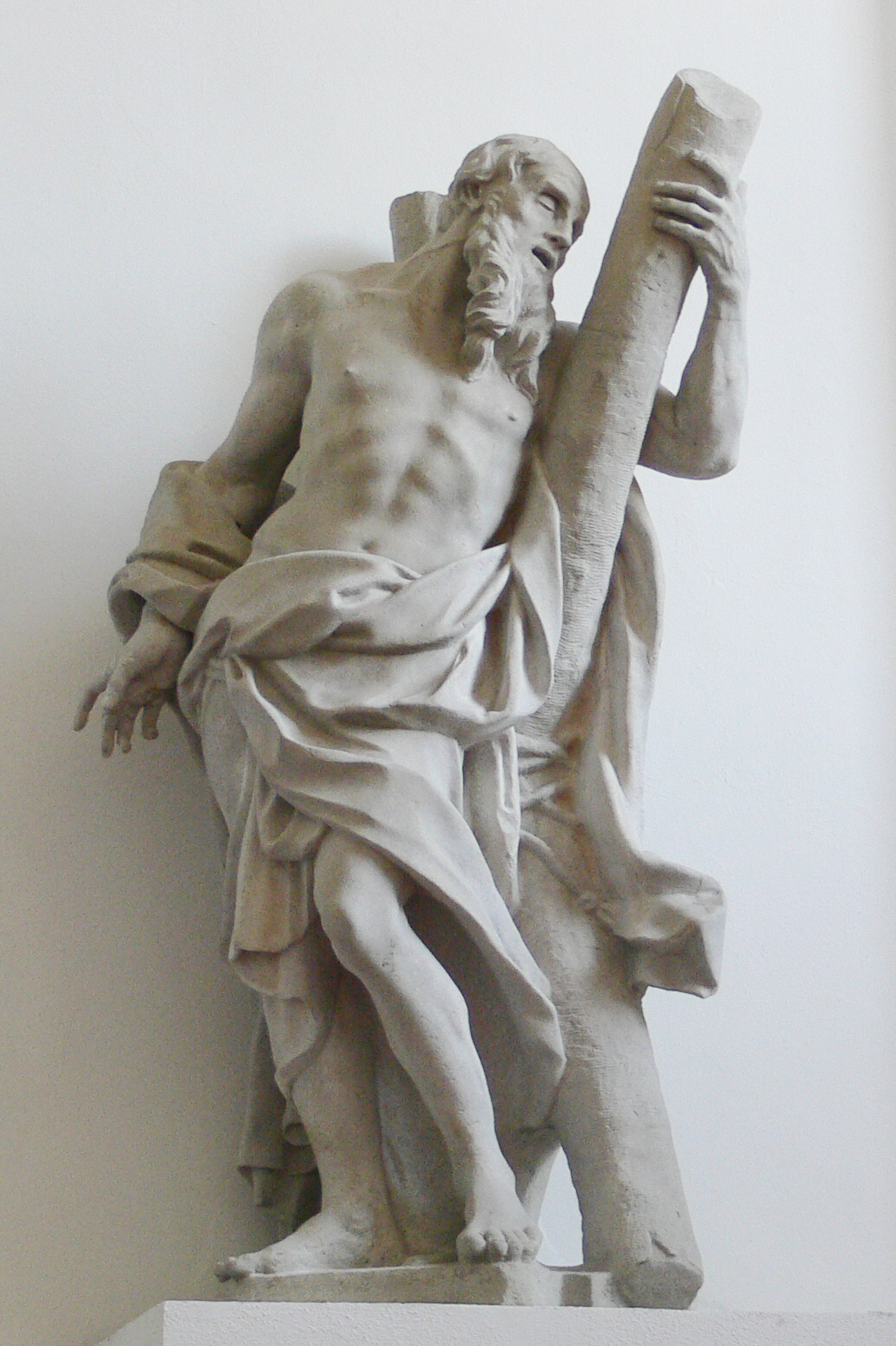
Apostel Andreas (Andräkirche)

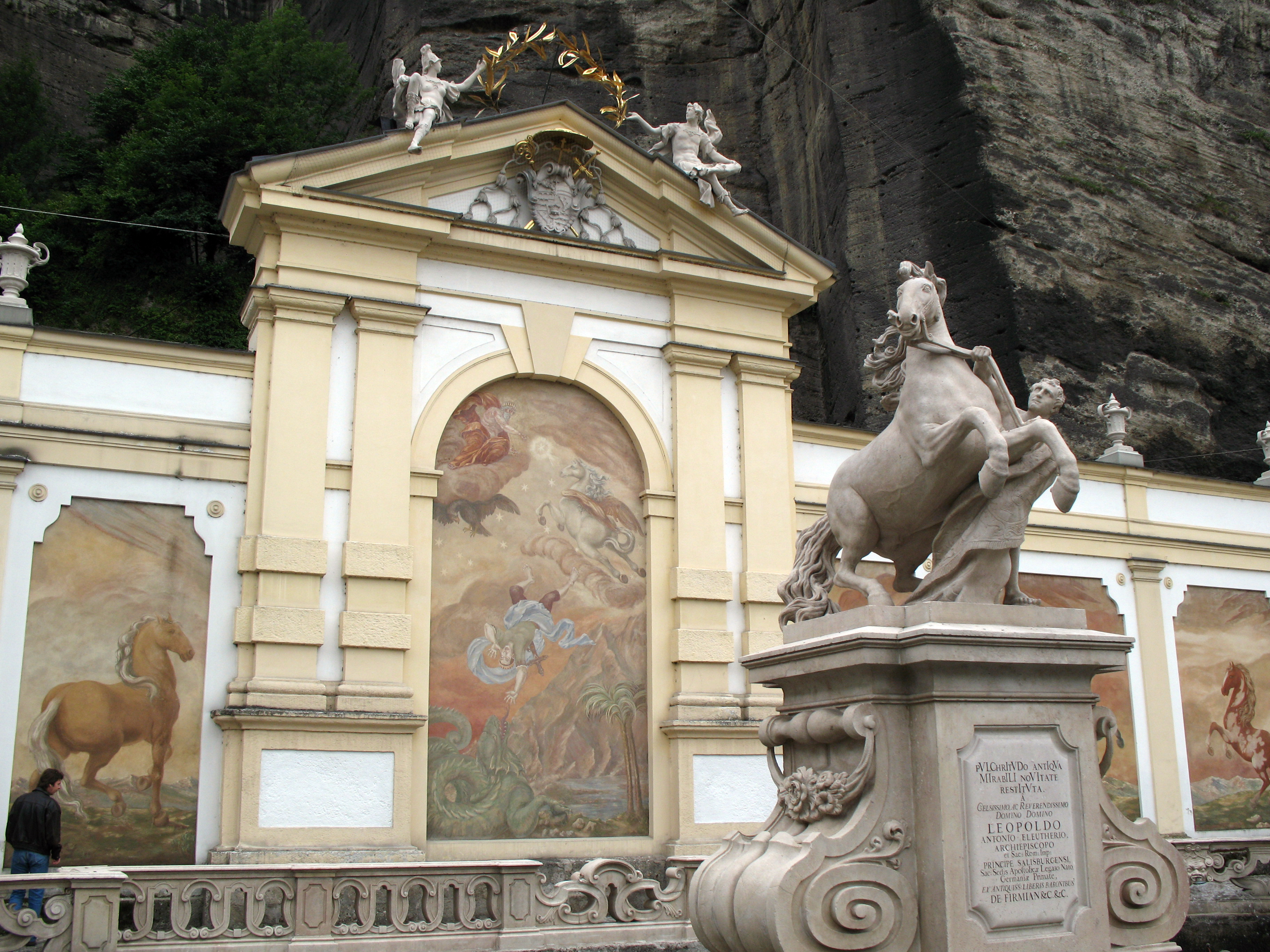
Rossbändiger (Pferdeschwemme)

Bernhard Michael Mandl (Nachname auch Mandel, Mändl, Männl, Mendl; * um 1660 in Böhmen; † 23. März 1711 in Salzburg) war der wohl bekannteste Barockbildhauer der Stadt Salzburg.
Ab etwa 1690 lebte Mandl in Salzburg. Er heiratete eine Tochter der dort ansässigen Bildhauerfamilie Götzinger und arbeitete auch einige Jahre in der Bildhauerwerkstätte dieser Familie.

## Werke
- Der Rossebändiger der Marstallschwemme war Mandls erstes großes Werk. Das Motiv des Pferdebändigers ist ein an sich häufig dargestelltes barockes Thema, das den Wettstreit der Leidenschaft mit der (siegreichen aristokratischen) Ordnung charakterisiert. Hier sind deutliche Anklänge des dargestellten Leibrosses des Erzbischofes Johann Ernst von Thun mit dem Leibpferd Alexanders des Großen in Bezwingung des Leibrosses Bukephalos deutlich. Durch die herabgleitende Decke verschmilzt der Rossführer mit dem wilden Pferd zur vollendeten kraftvollen Einheit. Auch die Mähne des kühn gebogenen Pferdekopfes macht die kraftvolle Bewegung deutlich. Angeblich wollte Prinz Eugen später diese Statue erwerben, nach einem abschlägigen Bescheid wurde angeblich eine nachgearbeitete Kopie dieses Werkes verfertigt.
- Salzburg, Salzburger Dom: Hl. Petrus und Hl. Paulus. Die beiden Apostel sind hier in einem neuen persönlich-individuellen Ausdruck und erstmals ohne jedes barocke Pathos dargestellt.
- Salzburg, Mirabellgarten, zwei Athletenfiguren
- Salzburg, Markuskirche. Figuren am Giebel: Hl. Augustinus, Hl. Markus, Hl. Ursula
- Salzburg, Dreifaltigkeitskirche, auf der Attika über den Säulenpaaren die drei theologischen Tugenden Glaube (fides), Liebe (caritas), Hoffnung (spes), die göttliche Weisheit; in der Mitte das Wappen von Fürsterzbischof Johann Ernst Graf von Thun.
- Salzburg, Kollegienkirche. Im Giebelfeld das Wappen von Eb. Johann Ernst Graf von Thun, Giebelbekrönung Maria Immaculata, seitlich Engelfiguren; auf den Turmkronen die vier Evangelisten (links) und die vier Kirchenväter (rechts).
- Salzburg, Andräkirche, Hl. Andreas in der Andreaskapelle aus der 1871 abgetragenen Andräkirche.
- Straubing, Dreifaltigkeitssäule, Figuren der Hl. Maria und des Verkündigungsengels
- 1705–1709: Figur hl. Augustinus freistehend im Park des Pfarrhofes in Oberalm, ursprünglich auf dem rechten Turm der Salzburger Kollegienkirche
- 1707: St. Pankraz am Haunsberg, Wappen von Fürsterzbischof Johann Ernst von Thun über dem Portal der Kirche.
- 1707: Marmorwappen Salzburg/Thun/Harrach auf der Attika vom Schloss Kleßheim
- 1711: Prag, Karlsbrücke, Statue des hl. Philippus Benitius.